# Isabel Guarch
Isabel Guarch   (Palma, 1966) és una joiera mallorquina.
Prové d'una família de joiers. La seva mare, que havia treballat de jove en el taller d'uns parents, va obrir un negoci propi l'any 1957. Guarch va estudiar gemmologia a la Haute École de Joaillerie de París i, de tornada a Palma l'any 1998, va unir-se a l'empresa de la mare. El 2005 n' assumeix la direcció i, aquell mateix any, llança la seva primera col·lecció, on destaca una versió moderna de la creu de Calatrava. Des de llavors, ha inspirat les seves creacions en la flora i fauna balear, així com en elements com els talaiots, la figura dels foners o Ramon Llull.
L'any 2025 va ser reconeguda per l'edició espanyola de Forbes com una de les 50 dones més influents de les Balears.